# Paikiniana
Paikiniana Eskov, 1992 è un genere di ragni appartenente alla famiglia Linyphiidae.

## Etimologia
Il nome del genere è in onore dell'aracnologo coreano Kap Yong Paik (1914-1996), con l'aggiunta del suffisso -iniana che ne denota l'appartenenza, quale scopritore degli esemplari specie tipo del genere.

## Distribuzione
Le sette specie attribuite a questo genere sono state rinvenute in Asia orientale: sono ripartite fra Corea, Giappone e Cina.

## Tassonomia
Per la denominazione della specie tipo sono stati presi in considerazione gli esemplari rinvenuti dall'aracnologo Paik nel 1978 e originariamente descritti come Walckenaeria bella.
L'aracnologo Tanasevitch considera come specie appartenente a questo genere anche la Paikiniana keikoae (Saito, 1988), da altri aracnologi attribuita a Walckenaeria keikoae Saito, 1988.
A dicembre 2011, si compone di sette specie secondo Platnick e di otto specie secondo Tanasevitch:
- Paikiniana bella (Paik, 1978)[3] — Corea
- Paikiniana biceps Song & Li, 2008 — Cina
- Paikiniana iriei (Ono, 2007) — Giappone
- Paikiniana lurida (Seo, 1991) — Corea
- Paikiniana mikurana Ono, 2010 — Giappone
- Paikiniana mira (Oi, 1960) — Corea, Giappone, Cina
- Paikiniana vulgaris (Oi, 1960) — Corea, Giappone

### Sinonimi
- Paikiniana cylindrica (Xu, 1994); esemplari trasferiti dal genere Walckenaeria, sono stati riconosciuti in sinonimia con P. mira (Oi, 1960), a seguito di un lavoro degli aracnologi Song & Li del 2011[1].